# Lista de campeões do futebol da Inglaterra

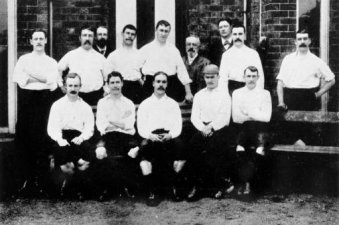
Preston North End em 1888–89, a primeira equipe campeã da Inglaterra.

Os campeões do futebol da Inglaterra são os vencedores da maior liga do futebol masculino inglês, que desde 1992–93 é a Premier League. Desde a criação da Premier League, os vencedores da Football League não eram mais campeões ingleses, já que a Premier League é uma liga separada.  
Após a legalização do futebol profissional pela Football Association em 1885, a Football League foi criada em 1888 depois de uma série de reuniões iniciadas pelo diretor do Aston Villa,  William McGregor. No final da temporada 1888-89, o Preston North End foi o primeiro clube a ser campeão, depois de completar a temporada invicto. Foram fundadores da Football League doze clubes, representantes da Midlands e também de regiões ao norte da Inglaterra: Accrington, Aston Villa, Blackburn Rovers, Bolton Wanderers, Burnley, Derby County, Everton, Notts County, Preston North End, Stoke, West Bromwich Albion e Wolverhampton Wanderers.
A primeira competição de futebol totalmente profissional teve seus primeiros anos dominada por equipes do Norte e da Região de Midlands, onde o profissionalismo foi adotado mais rapidamente que no Sul da Inglaterra. Seu status de principal liga do país foi reforçado em 1892, quando a rival Football Alliance foi absorvida pela Football League. Os antigos clubes da Football Alliance passaram a compor uma segunda divisão, na qual a promoção para a liga superior poderia ser conquistada. Nenhum clube do sul foi campeão até 1931, quando o Arsenal de Herbert Chapman garantiu o título. O Arsenal marcou 127 gols na campanha, um recorde dentre os campeões (embora o vice-campeão, Aston Villa, tenha marcado um gol a mais, recorde da primeira divisão).
As regras que estipulavam um teto salarial para os jogadores foram abolidas em 1961. Isto resultou em uma mudança de poder para clubes maiores, tipicamente de grandes cidades. As condições financeiras tiveram uma influência ainda maior a partir de 1992, quando as equipes da primeira divisão desertaram para a formação da FA Premier League. Esta substituiu a Football League First Division como a de mais alto nível do futebol na Inglaterra, devido a uma série de contratos de televisão progressivamente maiores, que colocaram mais dinheiro nas mãos dos grandes clubes de uma forma até então sem precedentes.

## História
O Preston North End é o único ex-campeão da Primeira Divisão que nunca jogou na Premier League. Todos os clubes que já foram coroados campeões ainda existem e todos participam dos três maiores níveis do sistema de ligas do futebol da Inglaterra. O Sheffield Wednesday é o único clube que já mudou seu nome depois de ganhar um título da liga, conhecido como The Wednesday nas suas três primeiras conquistas.
O Liverpool e o Manchester United são os maiores campeões, cada um tem vinte títulos.. O Liverpool dominou os anos 1970 e 1980, enquanto a United dominou os anos de 1990 e 2000 sob o comando de Sir Alex Ferguson. O Arsenal é o terceiro e seus treze títulos vieram depois de 1930. O Everton, rival citadino do Liverpool, tem nove, enquanto Aston Villa (sete) e Sunderland (seis) garantiram a maioria de seus títulos antes da Primeira Guerra Mundial, com os seis títulos do Chelsea acontecendo depois dos anos 1950, cinco deles no Século XXI. Huddersfield Town em 1924–26, Arsenal em 1933–35, Liverpool em 1982–84 e Manchester United em 1999–2001 e 2007–2009 são os únicos a ganharem o título da Liga em três temporadas consecutivas.
Preston North End foi a equipe com mais títulos desde o início, tendo sido ultrapassado em 1894-95, quando o Sunderland garantiu seu terceiro troféu. A quarta vitória do Aston Villa em 1898-1899 deu-lhe a liderança, que não largou até o Arsenal ganhar seu sétimo título em 1952-53. O título de número nove do Liverpool em 1975-76 o colocou como maior vencedor até o Manchester United vencer seu 19° troféu em 2010-2011.
No Século XIX o Aston Villa foi a grande força do futebol inglês, com 5 conquistas, seguido pelo Sunderland (3), Preston North End (2), Everton e Sheffield United (1).
Entre 1901 e o início da Segunda Grande Guerra Mundial, Arsenal (5), Liverpool, Everton, Newcastle e Sheffield Wednesday (4), Huddersfield e Sunderland (3), Blackburn e Manchester United (2), Aston Villa, Burnley, Manchester City e West Bromwich (1) foram os campeões. O Arsenal ganhou todos os seus 5 campeonatos até então nos anos 1930.
Após o fim da Segunda Grande Guerra Mundial, em 1945, dezessete clubes foram campeões, apenas oito deles por mais de duas vezes e somente seis clubes por mais de três: Manchester United (18), Liverpool (16), Manchester City (9), Arsenal (8), Chelsea (6), Everton (4), Leeds United e Wolverhampton Wanderers (3), Derby County, Portsmouth e Tottenham (2), Aston Villa, Blackburn Rovers, Burnley, Leicester City,  Ipswich Town e Nottingham Forest (1). Desde então, as cidades de Manchester (27), Liverpool (20) e Londres (16), passaram a dominar o Campeonato Inglês em número de conquistas.
Desde a criação da Premier League em 1994-95 e até 2024-25, apenas sete clubes foram campeões: Manchester United (13), Manchester City (8), Chelsea (5), Arsenal (3), Liverpool (2), Blackburn Rovers e o Leicester City com uma conquista. Além dos títulos únicos das cidades de Blackburn,  Leicester e dos dois de Liverpool, apenas as cidades de Manchester (20) e Londres (8) festejaram o título. No Século XXI, seis deles, exceto o Blackburn, Manchester United e Manchester City (7), Chelsea (5), Arsenal e Liverpool (2), e o Leicester(1). 
Oito clubes já terminaram em segundo, mas nunca venceram; ordenados cronologicamente, estes são: Bristol City, Oldham Athletic, Cardiff City, Charlton Athletic, Blackpool, Queens Park Rangers, Watford e Southampton.
Até a Temporada 2022-23, apenas 25 clubes disputaram mais de 50 temporadas, ou 27 mais de 40, ou 31 pelo menos 30, ou 36 mais de 25, sendo então 30, ou pouco mais do que isso, o número de clubes que são os competidores habituais da primeira divisão do Campeonato Inglês em seus 132 anos de História.
Seis clubes ingleses já foram campeões da Liga dos Campeões da UEFA, principal competição de clubes da Europa: Liverpool (6), Manchester United (3), Chelsea (2) e Nottingham Forest (2), Aston Villa (1) e Manchester City (1). Três outros clubes, Leeds United, Arsenal e Tottenham, sagraram-se vice campeões.

## Lista de campeões

### Football League (1888–1892)
| Ed. | Temporada | Campeão               | Vice-campeão          | Terceiro lugar              | Treinador vencedor |
| --- | --------- | --------------------- | --------------------- | --------------------------- | ------------------ |
| 1   | 1888–89   | Preston North End (1) | Aston Villa (1)       | Wolverhampton Wanderers (1) | William Sudell     |
| 2   | 1889–90   | Preston North End (2) | Everton (1)           | Blackburn Rovers (1)        | William Sudell     |
| 3   | 1890–91   | Everton (1)           | Preston North End (1) | Notts County (1)            | Dick Molyneux      |
| 4   | 1891–92   | Sunderland (1)        | Preston North End (2) | Bolton Wanderers (1)        | Tom Watson         |

### Football League First Division (1892–1992)
| Ed. | Temporada | Campeão                                        | Vice-campeão                                   | Terceiro lugar                                 | Treinador vencedor                             |
| --- | --------- | ---------------------------------------------- | ---------------------------------------------- | ---------------------------------------------- | ---------------------------------------------- |
| 5   | 1892–93   | Sunderland (2)                                 | Preston North End (3)                          | Everton (1)                                    | Tom Watson                                     |
| 6   | 1893–94   | Aston Villa (1)                                | Sunderland (1)                                 | Derby County (1)                               | George Ramsay                                  |
| 7   | 1894–95   | Sunderland (3)                                 | Everton (2)                                    | Aston Villa (1)                                | Tom Watson                                     |
| 8   | 1895–96   | Aston Villa (2)                                | Derby County (1)                               | Everton (2)                                    | George Ramsay                                  |
| 9   | 1896–97   | Aston Villa (3)                                | Sheffield United (1)                           | Derby County (2)                               | George Ramsay                                  |
| 10  | 1897–98   | Sheffield United (1)                           | Sunderland (2)                                 | Wolverhampton Wanderers (2)                    | Joseph Wostinholm                              |
| 11  | 1898–99   | Aston Villa (4)                                | Liverpool (1)                                  | Burnley (1)                                    | George Ramsay                                  |
| 12  | 1899–00   | Aston Villa (5)                                | Sheffield United (2)                           | Sunderland (1)                                 | George Ramsay                                  |
| 13  | 1900–01   | Liverpool (1)                                  | Sunderland (3)                                 | Notts County (2)                               | Tom Watson                                     |
| 14  | 1901–02   | Sunderland (4)                                 | Everton (3)                                    | Newcastle United (1)                           | Alex Mackie                                    |
| 15  | 1902–03   | The Wednesday (1)                              | Aston Villa (2)                                | Sunderland (2)                                 | Arthur Dickinson                               |
| 16  | 1903–04   | The Wednesday (2)                              | Manchester City (1)                            | Everton (3)                                    | Arthur Dickinson                               |
| 17  | 1904–05   | Newcastle United (1)                           | Everton (4)                                    | Manchester City (1)                            | Frank Watt                                     |
| 18  | 1905–06   | Liverpool (2)                                  | Preston North End (4)                          | The Wednesday (1)                              | Tom Watson                                     |
| 19  | 1906–07   | Newcastle United (2)                           | Bristol City (1)                               | Everton (4)                                    | Frank Watt                                     |
| 20  | 1907–08   | Manchester United (1)                          | Aston Villa (3)                                | Manchester City (2)                            | Ernest Mangnall                                |
| 21  | 1908–09   | Newcastle United (3)                           | Everton (5)                                    | Sunderland (3)                                 | Frank Watt                                     |
| 22  | 1909–10   | Aston Villa (6)                                | Liverpool (2)                                  | Blackburn Rovers (2)                           | George Ramsay                                  |
| 23  | 1910–11   | Manchester United (2)                          | Aston Villa (4)                                | Sunderland (4)                                 | Ernest Mangnall                                |
| 24  | 1911–12   | Blackburn Rovers (1)                           | Everton (6)                                    | Newcastle United (2)                           | Robert Middleton                               |
| 25  | 1912–13   | Sunderland (5)                                 | Aston Villa (5)                                | The Wednesday (2)                              | Bob Kyle                                       |
| 26  | 1913–14   | Blackburn Rovers (2)                           | Aston Villa (6)                                | Middlesbrough (1)                              | Robert Middleton                               |
| 27  | 1914–15   | Everton (2)                                    | Oldham Athletic (1)                            | Blackburn Rovers (3)                           | Will Cuff                                      |
| –   | 1915–1919 | Liga suspensa devido à Primeira Guerra Mundial | Liga suspensa devido à Primeira Guerra Mundial | Liga suspensa devido à Primeira Guerra Mundial | Liga suspensa devido à Primeira Guerra Mundial |
| 28  | 1919–20   | West Bromwich Albion (1)                       | Burnley (1)                                    | Chelsea (1)                                    | Fred Everiss                                   |
| 29  | 1920–21   | Burnley (1)                                    | Manchester City (2)                            | Bolton Wanderers (2)                           | John Haworth                                   |
| 30  | 1921–22   | Liverpool (3)                                  | Tottenham Hotspur (1)                          | Burnley (2)                                    | David Ashworth                                 |
| 31  | 1922–23   | Liverpool (4)                                  | Sunderland (4)                                 | Huddersfield Town (1)                          | Matt McQueen                                   |
| 32  | 1923–24   | Huddersfield Town (1)                          | Cardiff City (1)                               | Sunderland (5)                                 | Herbert Chapman                                |
| 33  | 1924–25   | Huddersfield Town (2)                          | West Bromwich Albion (1)                       | Bolton Wanderers (3)                           | Herbert Chapman                                |
| 34  | 1925–26   | Huddersfield Town (3)                          | Arsenal (1)                                    | Sunderland (6)                                 | Cecil Potter                                   |
| 35  | 1926–27   | Newcastle United (4)                           | Huddersfield Town (1)                          | Sunderland (7)                                 | Frank Watt                                     |
| 36  | 1927–28   | Everton (3)                                    | Huddersfield Town (2)                          | Leicester City (1)                             | Thomas McIntosh                                |
| 37  | 1928–29   | The Wednesday (3)                              | Leicester City (1)                             | Aston Villa (2)                                | Robert Brown                                   |
| 38  | 1929–30   | Sheffield Wednesday (4)                        | Derby County (2)                               | Manchester City (3)                            | Robert Brown                                   |
| 39  | 1930–31   | Arsenal (1)                                    | Aston Villa (7)                                | Sheffield Wednesday (2)                        | Herbert Chapman                                |
| 40  | 1931–32   | Everton (4)                                    | Arsenal (2)                                    | Sheffield Wednesday (3)                        | Thomas McIntosh                                |
| 41  | 1932–33   | Arsenal (2)                                    | Aston Villa (8)                                | Sheffield Wednesday (4)                        | Herbert Chapman                                |
| 42  | 1933–34   | Arsenal (3)                                    | Huddersfield Town (3)                          | Tottenham Hotspur (1)                          | Joe Shaw                                       |
| 43  | 1934–35   | Arsenal (4)                                    | Sunderland (5)                                 | Sheffield Wednesday (5)                        | George Allison                                 |
| 44  | 1935–36   | Sunderland (6)                                 | Derby County (3)                               | Huddersfield Town (2)                          | Johnny Cochrane                                |
| 45  | 1936–37   | Manchester City (1)                            | Charlton Athletic (1)                          | Arsenal (1)                                    | Wilf Wild                                      |
| 46  | 1937–38   | Arsenal (5)                                    | Wolverhampton Wanderers (1)                    | Preston North End (1)                          | George Allison                                 |
| 47  | 1938–39   | Everton (5)                                    | Wolverhampton Wanderers (2)                    | Charlton Athletic (1)                          | Theo Kelly                                     |
| –   | 1939–1946 | Liga suspensa devido à Segunda Guerra Mundial  | Liga suspensa devido à Segunda Guerra Mundial  | Liga suspensa devido à Segunda Guerra Mundial  | Liga suspensa devido à Segunda Guerra Mundial  |
| 48  | 1946–47   | Liverpool (5)                                  | Manchester United (1)                          | Wolverhampton Wanderers (3)                    | George Kay                                     |
| 49  | 1947–48   | Arsenal (6)                                    | Manchester United (2)                          | Burnley (3)                                    | Tom Whittaker                                  |
| 50  | 1948–49   | Portsmouth (1)                                 | Manchester United (3)                          | Derby County (3)                               | Bob Jackson                                    |
| 51  | 1949–50   | Portsmouth (2)                                 | Wolverhampton Wanderers (3)                    | Sunderland (8)                                 | Bob Jackson                                    |
| 52  | 1950–51   | Tottenham Hotspur (1)                          | Manchester United (4)                          | Blackpool (1)                                  | Arthur Rowe                                    |
| 53  | 1951–52   | Manchester United (3)                          | Tottenham Hotspur (2)                          | Arsenal (2)                                    | Matt Busby                                     |
| 54  | 1952–53   | Arsenal (7)                                    | Preston North End (5)                          | Wolverhampton Wanderers (4)                    | Tom Whittaker                                  |
| 55  | 1953–54   | Wolverhampton Wanderers (1)                    | West Bromwich Albion (2)                       | Huddersfield Town (3)                          | Stan Cullis                                    |
| 56  | 1954–55   | Chelsea (1)                                    | Wolverhampton Wanderers (4)                    | Portsmouth (1)                                 | Ted Drake                                      |
| 57  | 1955–56   | Manchester United (4)                          | Blackpool (1)                                  | Wolverhampton Wanderers (5)                    | Matt Busby                                     |
| 58  | 1956–57   | Manchester United (5)                          | Tottenham Hotspur (3)                          | Preston North End (2)                          | Matt Busby                                     |
| 59  | 1957–58   | Wolverhampton Wanderers (2)                    | Preston North End (6)                          | Tottenham Hotspur (2)                          | Stan Cullis                                    |
| 60  | 1958–59   | Wolverhampton Wanderers (3)                    | Manchester United (5)                          | Arsenal (3)                                    | Stan Cullis                                    |
| 61  | 1959–60   | Burnley (2)                                    | Wolverhampton Wanderers (5)                    | Tottenham Hotspur (3)                          | Harry Potts                                    |
| 62  | 1960–61   | Tottenham Hotspur (2)                          | Sheffield Wednesday (1)                        | Wolverhampton Wanderers (6)                    | Bill Nicholson                                 |
| 63  | 1961–62   | Ipswich Town (1)                               | Burnley (2)                                    | Tottenham Hotspur (4)                          | Alf Ramsey                                     |
| 64  | 1962–63   | Everton (6)                                    | Tottenham Hotspur (4)                          | Burnley (4)                                    | Harry Catterick                                |
| 65  | 1963–64   | Liverpool (6)                                  | Manchester United (6)                          | Everton (5)                                    | Bill Shankly                                   |
| 66  | 1964–65   | Manchester United (6)                          | Leeds United (1)                               | Chelsea (2)                                    | Matt Busby                                     |
| 67  | 1965–66   | Liverpool (7)                                  | Leeds United (2)                               | Burnley (5)                                    | Bill Shankly                                   |
| 68  | 1966–67   | Manchester United (7)                          | Nottingham Forest (1)                          | Tottenham Hotspur (5)                          | Matt Busby                                     |
| 69  | 1967–68   | Manchester City (2)                            | Manchester United (7)                          | Liverpool (1)                                  | Joe Mercer                                     |
| 70  | 1968–69   | Leeds United (1)                               | Liverpool (3)                                  | Everton (6)                                    | Don Revie                                      |
| 71  | 1969–70   | Everton (7)                                    | Leeds United (3)                               | Chelsea (3)                                    | Harry Catterick                                |
| 72  | 1970–71   | Arsenal (8)                                    | Leeds United (4)                               | Tottenham Hotspur (6)                          | Bertie Mee                                     |
| 73  | 1971–72   | Derby County (1)                               | Leeds United (5)                               | Liverpool (2)                                  | Brian Clough                                   |
| 74  | 1972–73   | Liverpool (8)                                  | Arsenal (3)                                    | Leeds United (1)                               | Bill Shankly                                   |
| 75  | 1973–74   | Leeds United (2)                               | Liverpool (4)                                  | Derby County (4)                               | Don Revie                                      |
| 76  | 1974–75   | Derby County (2)                               | Liverpool (5)                                  | Ipswich Town (1)                               | Dave Mackay                                    |
| 77  | 1975–76   | Liverpool (9)                                  | Queens Park Rangers (1)                        | Manchester United (1)                          | Bob Paisley                                    |
| 78  | 1976–77   | Liverpool (10)                                 | Manchester City (3)                            | Ipswich Town (2)                               | Bob Paisley                                    |
| 79  | 1977–78   | Nottingham Forest (1)                          | Liverpool (6)                                  | Everton (7)                                    | Brian Clough                                   |
| 80  | 1978–79   | Liverpool (11)                                 | Nottingham Forest (2)                          | West Bromwich Albion (1)                       | Bob Paisley                                    |
| 81  | 1979–80   | Liverpool (12)                                 | Manchester United (8)                          | Ipswich Town (3)                               | Bob Paisley                                    |
| 82  | 1980–81   | Aston Villa (7)                                | Ipswich Town (1)                               | Arsenal (4)                                    | Ron Saunders                                   |
| 83  | 1981–82   | Liverpool (13)                                 | Ipswich Town (2)                               | Manchester United (2)                          | Bob Paisley                                    |
| 84  | 1982–83   | Liverpool (14)                                 | Watford (1)                                    | Manchester United (3)                          | Bob Paisley                                    |
| 85  | 1983–84   | Liverpool (15)                                 | Southampton (1)                                | Nottingham Forest (1)                          | Joe Fagan                                      |
| 86  | 1984–85   | Everton (8)                                    | Liverpool (7)                                  | Tottenham Hotspur (7)                          | Howard Kendall                                 |
| 87  | 1985–86   | Liverpool (16)                                 | Everton (7)                                    | West Ham United (1)                            | Kenny Dalglish                                 |
| 88  | 1986–87   | Everton (9)                                    | Liverpool (8)                                  | Tottenham Hotspur (8)                          | Howard Kendall                                 |
| 89  | 1987–88   | Liverpool (17)                                 | Manchester United (9)                          | Nottingham Forest (2)                          | Kenny Dalglish                                 |
| 90  | 1988–89   | Arsenal (9)                                    | Liverpool (9)                                  | Nottingham Forest (3)                          | George Graham                                  |
| 91  | 1989–90   | Liverpool (18)                                 | Aston Villa (9)                                | Tottenham Hotspur (9)                          | Kenny Dalglish                                 |
| 92  | 1990–91   | Arsenal (10)                                   | Liverpool (10)                                 | Crystal Palace (1)                             | George Graham                                  |
| 93  | 1991–92   | Leeds United (3)                               | Manchester United (10)                         | Sheffield Wednesday (6)                        | Howard Wilkinson                               |

### Premier League (1992–presente)
| Ed. | Temporada | Campeão                | Vice-campeão           | Terceiro lugar         | Treinador vencedor |
| --- | --------- | ---------------------- | ---------------------- | ---------------------- | ------------------ |
| 94  | 1992–93   | Manchester United (8)  | Aston Villa (10)       | Norwich City (1)       | Alex Fergunson     |
| 95  | 1993–94   | Manchester United (9)  | Blackburn Rovers (1)   | Newcastle United (3)   | Alex Fergunson     |
| 96  | 1994–95   | Blackburn Rovers (3)   | Manchester United (11) | Nottingham Forest (4)  | Kenny Dalglish     |
| 97  | 1995–96   | Manchester United (10) | Newcastle United (1)   | Liverpool (3)          | Alex Fergunson     |
| 98  | 1996–97   | Manchester United (11) | Newcastle United (2)   | Arsenal (5)            | Alex Fergunson     |
| 99  | 1997–98   | Arsenal (11)           | Manchester United (12) | Liverpool (4)          | Arsène Wenger      |
| 100 | 1998–99   | Manchester United (12) | Arsenal (4)            | Chelsea (4)            | Alex Fergunson     |
| 101 | 1999–00   | Manchester United (13) | Arsenal (5)            | Leeds United (2)       | Alex Fergunson     |
| 102 | 2000–01   | Manchester United (14) | Arsenal (6)            | Liverpool (5)          | Alex Fergunson     |
| 103 | 2001–02   | Arsenal (12)           | Liverpool (11)         | Manchester United (4)  | Arsène Wenger      |
| 104 | 2002–03   | Manchester United (15) | Arsenal (7)            | Newcastle United (4)   | Alex Fergunson     |
| 105 | 2003–04   | Arsenal (13)           | Chelsea (1)            | Manchester United (5)  | Arsène Wenger      |
| 106 | 2004–05   | Chelsea (2)            | Arsenal (8)            | Manchester United (6)  | José Mourinho      |
| 107 | 2005–06   | Chelsea (3)            | Manchester United (13) | Liverpool (6)          | José Mourinho      |
| 108 | 2006–07   | Manchester United (16) | Chelsea (2)            | Liverpool (7)          | Alex Fergunson     |
| 109 | 2007–08   | Manchester United (17) | Chelsea (3)            | Arsenal (6)            | Alex Fergunson     |
| 110 | 2008–09   | Manchester United (18) | Liverpool (12)         | Chelsea (5)            | Alex Fergunson     |
| 111 | 2009–10   | Chelsea (4)            | Manchester United (14) | Arsenal (7)            | Carlo Ancelotti    |
| 112 | 2010–11   | Manchester United (19) | Chelsea (4)            | Manchester City (4)    | Alex Fergunson     |
| 113 | 2011–12   | Manchester City (3)    | Manchester United (15) | Arsenal (8)            | Roberto Mancini    |
| 114 | 2012–13   | Manchester United (20) | Manchester City (4)    | Chelsea (6)            | Alex Fergunson     |
| 115 | 2013–14   | Manchester City (4)    | Liverpool (13)         | Chelsea (7)            | Manuel Pelegrini   |
| 116 | 2014–15   | Chelsea (5)            | Manchester City (5)    | Arsenal (9)            | José Mourinho      |
| 117 | 2015–16   | Leicester City (1)     | Arsenal (9)            | Tottenham Hotspur (10) | Claudio Ranieri    |
| 118 | 2016–17   | Chelsea (6)            | Tottenham Hotspur (5)  | Manchester City (5)    | Antonio Conte      |
| 119 | 2017–18   | Manchester City (5)    | Manchester United (16) | Tottenham Hotspur (11) | Pep Guardiola      |
| 120 | 2018–19   | Manchester City (6)    | Liverpool (14)         | Chelsea (8)            | Pep Guardiola      |
| 121 | 2019–20   | Liverpool (19)         | Manchester City (6)    | Manchester United (7)  | Jürgen Klopp       |
| 122 | 2020–21   | Manchester City (7)    | Manchester United (17) | Liverpool (8)          | Pep Guardiola      |
| 123 | 2021–22   | Manchester City (8)    | Liverpool (15)         | Chelsea (9)            | Pep Guardiola      |
| 124 | 2022–23   | Manchester City (9)    | Arsenal (10)           | Manchester United (8)  | Pep Guardiola      |
| 125 | 2023–24   | Manchester City (10)   | Arsenal (11)           | Liverpool (9)          | Pep Guardiola      |
| 126 | 2024–25   | Liverpool (20)         | Arsenal (12)           | Manchester City (6)    | Arne Slot          |

## Total de títulos

### Por clube
| Clube                   | Títulos | Vices | Temporadas vencidas |
| ----------------------- | ------- | ----- | --- |
| Manchester United       | 20      | 17    | 1907–08, 1910–11, 1951–52, 1955–56, 1956–57, 1964–65, 1966–67, 1992–93, 1993–94, 1995–96, 1996–97, 1998–99, 1999–2000, 2000–01, 2002–03, 2006–07, 2007–08, 2008–09, 2010–11, 2012–13 |
| Liverpool               | 20      | 15    | 1900–01, 1905–06, 1921–22, 1922–23, 1946–47, 1963–64, 1965–66, 1972–73, 1975–76, 1976–77, 1978–79, 1979–80, 1981–82, 1982–83, 1983–84, 1985–86, 1987–88, 1989–90, 2019–20, 2024–25   |
| Arsenal                 | 13      | 12    | 1930–31, 1932–33, 1933–34, 1934–35, 1937–38, 1947–48, 1952–53, 1970–71, 1988–89, 1990–91, 1997–98, 2001–02, 2003–04                                                                  |
| Manchester City         | 10      | 6     | 1936–37, 1967–68, 2011–12, 2013–14, 2017–18, 2018–19, 2020–21, 2021–22, 2022–23, 2023–24                                                                                             |
| Everton                 | 9       | 7     | 1890–91, 1914–15, 1927–28, 1931–32, 1938–39, 1962–63, 1969–70, 1984–85, 1986–87 |
| Aston Villa             | 7       | 10    | 1893–94, 1895–96, 1896–97, 1898–99, 1899–00, 1909–10, 1980–81 |
| Sunderland              | 6       | 5     | 1891–92, 1892–93, 1894–95, 1901–02, 1912–13, 1935–36 |
| Chelsea                 | 6       | 4     | 1954–55, 2004–05, 2005–06, 2009–10, 2014–15, 2016–17 |
| Newcastle United        | 4       | 2     | 1904–05, 1906–07, 1908–09, 1926–27 |
| Sheffield Wednesday     | 4       | 1     | 1902–03, 1903–04, 1928–29, 1929–30 |
| Leeds United            | 3       | 5     | 1968–69, 1973–74, 1991–92 |
| Wolverhampton Wanderers | 3       | 5     | 1953–54, 1957–58, 1958–59 |
| Huddersfield Town       | 3       | 3     | 1923–24, 1924–25, 1925–26 |
| Blackburn Rovers        | 3       | 1     | 1911–12, 1913–14, 1994–95 |
| Preston North End       | 2       | 6     | 1888–89, 1889–90 |
| Tottenham Hotspur       | 2       | 5     | 1950–51, 1960–61 |
| Derby County            | 2       | 3     | 1971–72, 1974–75 |
| Burnley                 | 2       | 2     | 1920–21, 1959–60 |
| Portsmouth              | 2       | 0     | 1948–49, 1949–50 |
| Ipswich Town            | 1       | 2     | 1961–62 |
| Sheffield United        | 1       | 2     | 1897–98 |
| West Bromwich Albion    | 1       | 2     | 1919–20 |
| Nottingham Forest       | 1       | 2     | 1977–78 |
| Leicester City          | 1       | 1     | 2015–16 |

### Por região
| Região             | Títulos | Clubes |
| ------------------ | ------- | --- |
| North West         | 66      | Manchester United (20), Liverpool (20), Manchester City (10), Everton (9), Blackburn (3), Burnley (2), Preston North End (2) |
| Londres            | 21      | Arsenal (13), Chelsea (6), Tottenham (2)                                                                                     |
| Yorkshire e Humber | 11      | Sheffield Wednesday (4), Leeds United (3), Huddersfield Town (3), Sheffield United (1)                                       |
| West Midlands      | 11      | Aston Villa (7), Wolverhampton (3), West Bromwich (1),                                                                       |
| North East         | 10      | Sunderland (6), Newcastle (4)                                                                                                |
| East Midlands      | 4       | Derby County (2), Nottingham Forest (1), Leicester City (1)                                                                  |
| South East         | 2       | Portsmouth (2) |
| East of England    | 1       | Ipswich Town (1) |

### Por cidade
| Cidade        | Títulos | Clubes                                        |
| ------------- | ------- | --------------------------------------------- |
| Manchester    | 30      | Manchester United (20), Manchester City (10)  |
| Liverpool     | 29      | Liverpool (20), Everton (9)                   |
| Londres       | 21      | Arsenal (13), Chelsea (6), Tottenham (2)      |
| Birmingham    | 8       | Aston Villa (7), West Bromwich (1)            |
| Sunderland    | 6       | Sunderland (6)                                |
| Sheffield     | 5       | Sheffield Wednesday (4), Sheffield United (1) |
| Newcastle     | 4       | Newcastle (4)                                 |
| Leeds         | 3       | Leeds United (3)                              |
| Blackburn     | 3       | Blackburn (3)                                 |
| Huddersfield  | 3       | Huddersfield Town (3)                         |
| Wolverhampton | 3       | Wolverhampton (3)                             |
| Derby         | 2       | Derby County (2)                              |
| Burnley       | 2       | Burnley (2)                                   |
| Preston       | 2       | Preston North End (2)                         |
| Portsmouth    | 2       | Portsmouth (2)                                |
| Ipswich       | 1       | Ipswich Town                                  |
| Nottingham    | 1       | Nottingham Forest                             |
| Leicester     | 1       | Leicester City                                |